# Dennis Haskins
Pour les articles homonymes, voir Haskins.
Dennis Haskins est un acteur américain né le 18 novembre 1950 à Chattanooga, Tennessee (États-Unis), popularisé par son rôle de M. Belding, principal au collège Bayside, dans la série Sauvés par le gong.

## Filmographie partielle
- 1979 : Shérif, fais-moi peur (série télévisée) : "Une bonne œuvre" (Saison 1 - épisode 1) : Moss
- 1980 : Shérif, fais-moi peur (série télévisée) : " Le regretté Boss" (Saison 3 - épisode 6) : The customer
- 1984 : Shérif, fais-moi peur (série télévisée) : "Attachez vos ceintures" (Saison 7 - Épisode 9) : Elmo
- 1988 : Hiroshima Maiden (TV) : Hal Latimer
- 1988 - 1989 : Bonjour, miss Bliss (Good Morning, Miss Bliss) (série télévisée) : Richard Belding
- 1990 : Cas de conscience (The Image) (TV) : Steven Fish
- 1991 : Eyewitness to Murder : Dr Baldwin
- 1992 : Sauvés par le gong (TV) : Mr. Richard Belding
- 1994 : Sauvés par le gong : Les Années lycée (TV) : Mr. Richard Belding
- 1999 : The Boy with the X-Ray Eyes (en) de Jeff Burr : Boyd Russell
- 2001 : 18 : Laura's Dad
- 2001 : Le Grand Coup de Max Keeble (Max Keeble's Big Move) de Tim Hill : Mr. Kohls
- 2002 : The Stoneman d'Ewing Miles Brown (en) : Dean Hendricks
- 2003 : Dismembered
- 2003 : Going Down : Uncle Frank
- 2003 : Les Dents de la mort (Red Water) (TV) : Captain Dale Landry
- 2003 : Tangy Guacamole : Toss Honeycut
- 2003 : An Ordinary Killer : Ronald Smith
- 2004 : Dead End Road : Mr. Makepiece
- 2006 : The Treasure of Painted Forest : Sheriff Thomas
- 2012: "Victorious saison 3,episode 7: reprise de son rôle de Richard Belding (hommage à  Sauvés par le gong  )
- 2014 : Albert à l'ouest de Seth MacFarlane